# Heiden
Heiden é uma comuna da Suíça, no Cantão Appenzell Exterior, com cerca de 4.051 habitantes. Estende-se por uma área de 7,48 km², de densidade populacional de 542 hab/km². Confina com as seguintes comunas: Eggersriet (SG), Grub, Lutzenberg, Oberegg (AI), Rehetobel, Reute, Thal (SG), Wald, Wolfhalden. 
A língua oficial nesta comuna é o Alemão.